# سوئد
سوئد یا سویدن (به سوئدی: Sverige، تلفظ: تلفظ [svæ̌rjɛˈ]  ( گوش دهید))، با نام رسمی پادشاهی سوئد (به سوئدی: Konungariket Sverige) کشوری نوردیک در شمال اروپا در شبه‌جزیره اسکاندیناوی است. از غرب با کشور نروژ، از شمال‌شرق با کشور فنلاند، از شرق با خلیج بوتنی، از جنوب‌شرقی با دریای بالتیک و از جنوب‌غربی با کشور دانمارک همسایه است. پایتخت و بزرگ‌ترین شهر این کشور استکهلم است. درازای کشور سوئد در بیشترین حالت ممکن بر مبنای داده‌های جغرافیایی تقریباً ۱۵۷۴ کیلومتر است.
نام این کشور در سوئدی، سوَریه/به سوئدی[Sverige] است ولی در فارسی ایران از نامش در فرانسوی (Suède، سوئِد)، در فارسی افغانستان از نامش در انگلیسی (Sweden، سوِدِن) و در فارسی تاجیکستان از نامش در روسی (Швеция، شوِتسیَه) گرفته شده‌است.
سوئد با مساحت ۴۵۰٬۲۹۵ کیلومتر مربع، کمابیش اندازهٔ عراق و چهارمین کشور بزرگ اروپا (پنجمین کشور بزرگ اروپا با احتساب بخش اروپایی روسیه) از نظر مساحت است. جمعیت سوئد بیش از ۱۰ میلیون نفر است که تقریباً ۷٫۹ میلیون نفر آن را افرادی که در کشور سوئد به زاده شدند(تبار سوئدی دارند) تشکیل می‌دهند. این کشور با تعداد ۲۱ نفر در هر کیلومتر مربع تراکم جمعیت پایینی دارد و بیشتر این جمعیت نیز در جنوب سوئد مستقر هستند. همچنین بیش از ۸۵٪ مردم سوئد در ناحیه شهری زندگی می‌کنند.
حکومت کشور سوئد پادشاهی مشروطه است و دولت در آن به شکل پارلمانی اداره می‌شود. پادشاه در این کشور مقامی تشریفاتی است و کشور را نخست‌وزیر اداره می‌کند. پس از پایان جنگ سرد، سوئد در تاریخ ۱ ژوئن ۱۹۹۵ به کشورهای عضو ناتو پیوست اما بعدها همانند کاری که در قبال منطقه یورو کردند، با یک رفراندوم از ناتو خارج شدند. سوئد همچنین عضو سازمان ملل متحد، شورای اروپا، سازمان تجارت جهانی، سازمان همکاری و توسعه اقتصادی، شورای نوردیک و مدل نوردیک است. سوئد هشتمین سرانهٔ تولید ناخالص داخلی را در جهان دارا است و جایگاه خوبی در جنبه‌های گوناگون ملی مانند مردم‌سالاری، کیفیت زندگی، آزادی، بهداشت، آموزش، اختلاف طبقاتی، رفاه و توسعه انسانی دارد.

## مردم
مردم سوئد همراه با مردمان نروژ، ایسلند و دانمارک از شاخه ژرمنی اقوام هندواروپایی بوده و تبارشان به وایکینگ‌ها می‌رسد.
کیفیت زندگی شهروندان سوئدی بالا و نرخ بیکاری در آن کشور پایین است و اقتصاد آن بر پایه مشارکت مردم در سرمایه‌گذاری‌ها استوار است.

## تاریخ
قدیمی‌ترین نوشته‌ها حکایت از قومی نیرومند به نام آسورها در این سرزمین می‌نماید، این قوم به دارا و فقیر تقسیم شده بودند و روسا و سرکردگان آن به ثروت خود اتکا داشتند. اسورها از شاه یگانه‌ای به سیستم شاه – کاهنی پیروی می‌کردند و به پادشاه به چشم یک روحانی بزرگ نگاه می‌کردند و قدرتشان به ویژه به سازمان نیروی دریائی آن‌ها بستگی داشت.
انسان از ۱۵۰۰۰ سال پیش در شبه‌جزیره اسکاندیناوی می‌زیسته‌است. نمادهای سنگی به‌جامانده از عصر حجر نشان‌گر زندگی انسان یک‌جانشین در این منطقه است که با شکار، ماهیگیری و جمع‌آوری گیاهان زندگی می‌کردند. در عصر برنز ساکنان اسکاندیناوی به تجارت با دیگر بخش‌های اروپا روی آوردند. در عصر آهن آب‌وهوا سردتر شد و اثر منفی بر زندگی ساکنان سوئد گذاشت. در این دوره جامعه طبقه‌ای نمود بیشتری پیدا کرد و ارتباطات با بخش‌های دیگر اروپا از جمله امپراتوری روم عمیق‌تر شد.

### وایکینگ‌ها
عصر وایکینگ سوئدی تقریباً از سدهٔ هشتم تا سدهٔ یازدهم ادامه داشت. وایکینگ‌های سوئدی و گوتار عمدتاً به شرق و جنوب سفر می‌کردند و به فنلاند، استونی، لتونی، لیتوانی (کشورهای بالتیک)، روسیه، بلاروس، اوکراین، دریای سیاه و حتی تا بغداد می‌رفتند. مسیرهای آنها از دنیپر به سمت جنوب به قسطنطنیه می‌گذرد و در آنجا حملات متعددی انجام می‌دهند. امپراتور بیزانس، تئوفیلوس، متوجه مهارت‌های فوق‌العاده آنها در جنگ شد و از آنها دعوت کرد تا به عنوان محافظ شخصی‌اش، معروف به گارد وارنگی، خدمت کنند. وایکینگ‌های سوئدی، به نام روس، پدران روس کی‌یف هستند. سیاح عرب ابن فضلان این وایکینگ‌ها را توصیف می‌کند و می‌گوید:
من روس‌ها را دیدم که در سفرهای تجاری خود می‌آمدند و در کنار ایتیل اردو می‌زدند. من هرگز به چشم نمونه کامل‌تری ندیده‌ام، بلندتر از درخت خرما، بلوند و سرخ‌رنگ. آنها نه تن‌پوش می‌پوشند و نه کتانی، بلکه مردان جامه‌ای می‌پوشند که یک طرف بدن را می‌پوشاند و دستی را آزاد می‌گذارد. هر مردی یک تبر، یک شمشیر و یک چاقو دارد و هر یک را همیشه در کنار خود نگه می‌دارد. شمشیرها پهن و شیاردار، از نوع فرانکی است.
اقدامات این وایکینگ‌های سوئدی در بسیاری از سنگ‌های روناس در سوئد، مانند سنگ‌های یونانی و سنگ‌های وارنجی به یادگار گذاشته می‌شود. همچنین مشارکت قابل توجهی در لشکرکشی‌های غرب وجود داشت که بر روی سنگ‌هایی مانند سنگ‌های انگلستان به یادگار می‌آمدند. به نظر می‌رسد آخرین اکتشاف بزرگ وایکینگ سوئدی، لشکرکشی نگون‌بخت اینگوار سفر دور به سرکلند، منطقه جنوب شرقی دریای خزر باشد. از اعضای آن بر روی سنگ‌های اینگوار یاد می‌شود که در هیچ‌کدام از بازمانده‌ای ذکر نشده‌است. اینکه چه اتفاقی برای خدمه افتاده‌است مشخص نیست، اما گمان می‌رود که آنها بر اثر بیماری جان خود را از دست داده‌اند.
پس از *وایکینگ‌ها(۱۰۵۰ – ۸۰۰ میلادی)، تاریخ سوئد را می‌توان به دوران‌های زیر تقسیم کرد:
- پیش از سده‌های میانه ۱۲۵۰–۱۰۰۰ میلادی
- سده‌های ۱۳۸۹–۱۲۵۰ میلادی
- عصر یکپارچگی ۱۵۲۰–۱۳۸۹ میلادی
- عصر واسا ۱۶۱۱–۱۵۲۰ میلادی
- عصر ابرقدرت‌ها ۱۷۱۸–۱۶۱۱ میلادی
- عصر آزادی ۱۷۷۲–۱۷۱۸ میلادی
- عصر گوستاو ۱۸۰۹–۱۷۷۲ میلادی
- عصر آخرین بازسازی ۱۸۶۶–۱۸۰۹ میلادی
- عصر گسترش صنعتی ۱۹۱۸–۱۸۶۶ میلادی
- عصر دموکراسی ۱۹۳۹–۱۹۱۸ میلادی
- و جنگ جهانی دوم به بعد

### سده دهم میلادی
در حدود سال‌های ۱۰۰۰ میلادی سوئد سازمانی کاملاً ساده داشت، سازمانی که از مدت‌ها قبل آن را حفظ کرده بود، کشور در وجود شاه تشخص می‌یافت، اما در عین حال پادشاه بر پایه آداب و سنن و برخی قوانین و مقررات سلطنت می‌نمود و موظف به رعایت آن‌ها بود.
سرزمین سوئد از ایالت‌های گوناگونی تشکیل می‌شد که این ایالت‌ها با هم پیوندهایی داشتند، این ایالات در امور داخلی خودمختار بودند.
در سطح کشوری مجمع همگانی بنام تینگس (Tings) وجود داشت که موارد خاصی مانند جنگ و صلح وظیفه اصلی آن بوده و تعیین انواع مالیات و میزان آن کار بعدی آن را تشکیل می‌داد، تصویب و اجرای قوانین و احکام قضائی و حقوقی نیز در وظایف تینگس قرار می‌گرفت.
پادشاه علاوه بر مقام سلطنت مقامی روحانی نیز داشت، این مقام از طرف تینگس به پادشاه تفویض می‌شد، مقام روحانیت شاه تا زمان مسیحیت ادامه پیدا کرد ولی در قرون وسطی این نظام به هم ریخت و شاه قدرت کامل را به خود اختصاص داد.
در قرون وسطی، با ورود مسیحیت به سوئد مناقشات و درگیری‌های دامنه‌داری میان پیروان مسیحیت و طرفداران آئین‌های سنتی آغاز شد، نمونه‌ای از نتیجه‌های این درگیری‌ها اخراج اینگه پادشاه وقت از مجمع تینگس توسط توده‌های خشمگین ملت بود، یکی از نزدیکان اینگه تعهد نمود که با انجام مراسم قربانی برای خدایان آن‌ها را به سر مهر آورد و با این تعهد به جانشینی اینگه برگزیده شد.

### سده دوازدهم و پس‌از آن

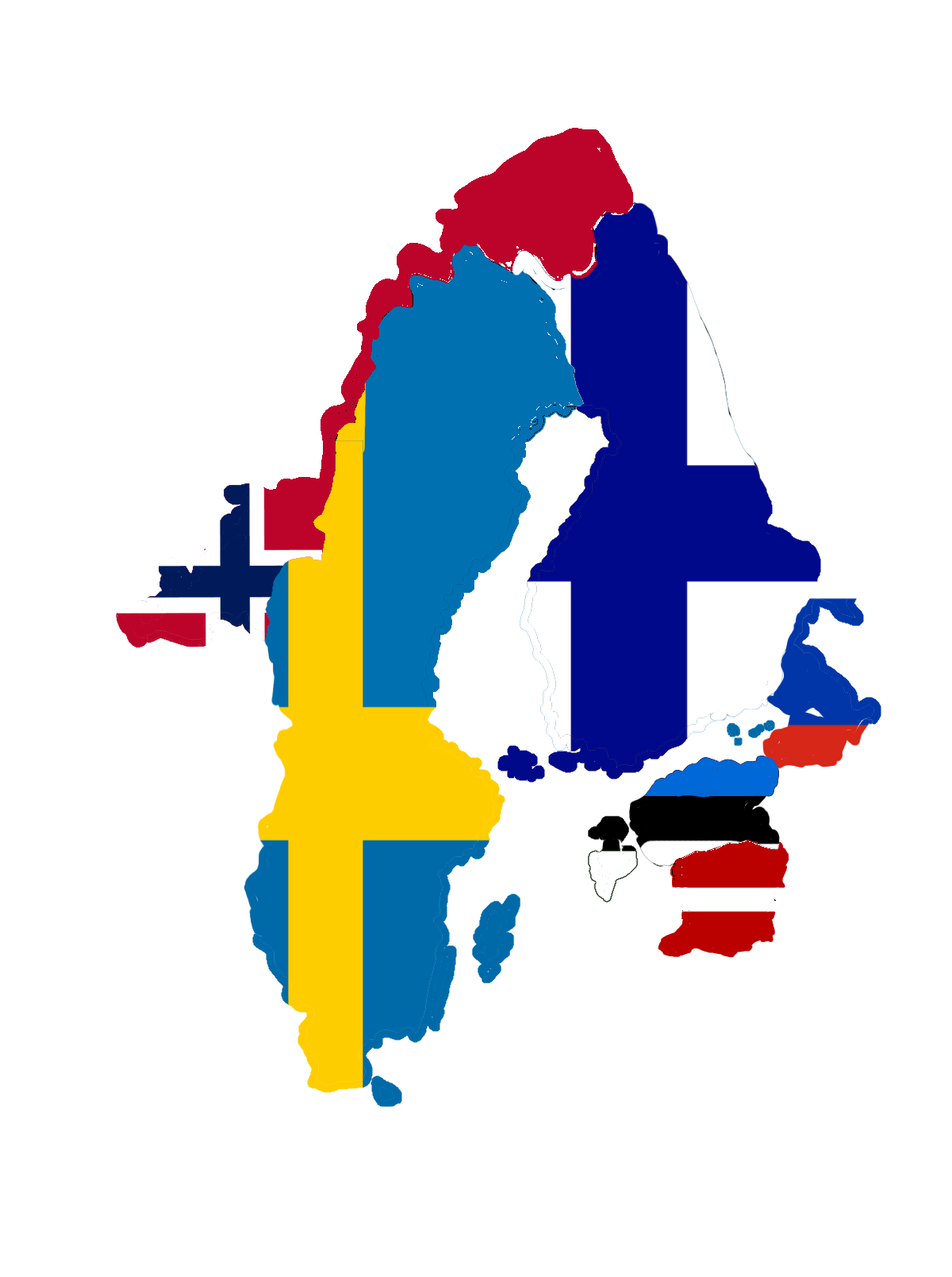
امپراتوری سوئد شامل بخش‌هایی از کشورهای فنلاند، نروژ و کشورهای منطقه بالتیک بود.

در اوایل سده دوازدهم پادشاهی به نام اسورکر به سلطنت رسید، وی فردی مسیحی از فرقه گریگوریان بود، بر پایه دستورها این فرقه کلیسا قدرتی مافوق مردم و قوانین داشت، اسورکر در یک بامداد نوئل وقتی برای ادای نماز به کلیسا می‌رفت به وسیلهٔ یکی از خدمتکارانش به قتل رسید، پس از او اریک یدوارسون به سلطنت رسید، وی دودمانی را بنیان گذاشت که به سلسله اریک معروف می‌باشند، سیمای تاریخی اریک با افسانه و مذهب درآمیخته، هر کار نیکی که انجام می‌شد به او نسبت داده می‌شد، اریک در روز معراج مسیح توسط یک شاهزاده دانمارکی به قتل رسید و به لقب شهید معروف شد.
در دوران سلطنت کنوت، پسر اریک، ارتباط ویژه‌ای میان دو کشور آلمان و سوئد برقرار شد، این ارتباط با ورود عده‌ای از معدنچیان آلمانی که کنوت فعالیت آن‌ها را برای صنعتی کردن کشور لازم می‌دانست آغاز شد، این معدنچیان پیشروان صنعتی شدن کشور سوئد شدند.
بعد از کنوت یکی از مشاوران او به نام بیریر یارل به سلطنت رسید، نخستین اقدام بیریر ایجاد وحدت سراسری کشور بود، وی پادشاهی بود قانون‌گذار، از قوانین این پادشاه می‌توان از قوانین مربوط به خانواده، قوانین مربوط به کلیسا، قوانین ارث (بر پایه یکی از مواد این قانون دختران یک دوم پسران می‌توانستند ارث ببرند) نام برد. بیریر یارل بانی شهر استکهلم و چند شهر دیگر در سوئد است.

## سیاست

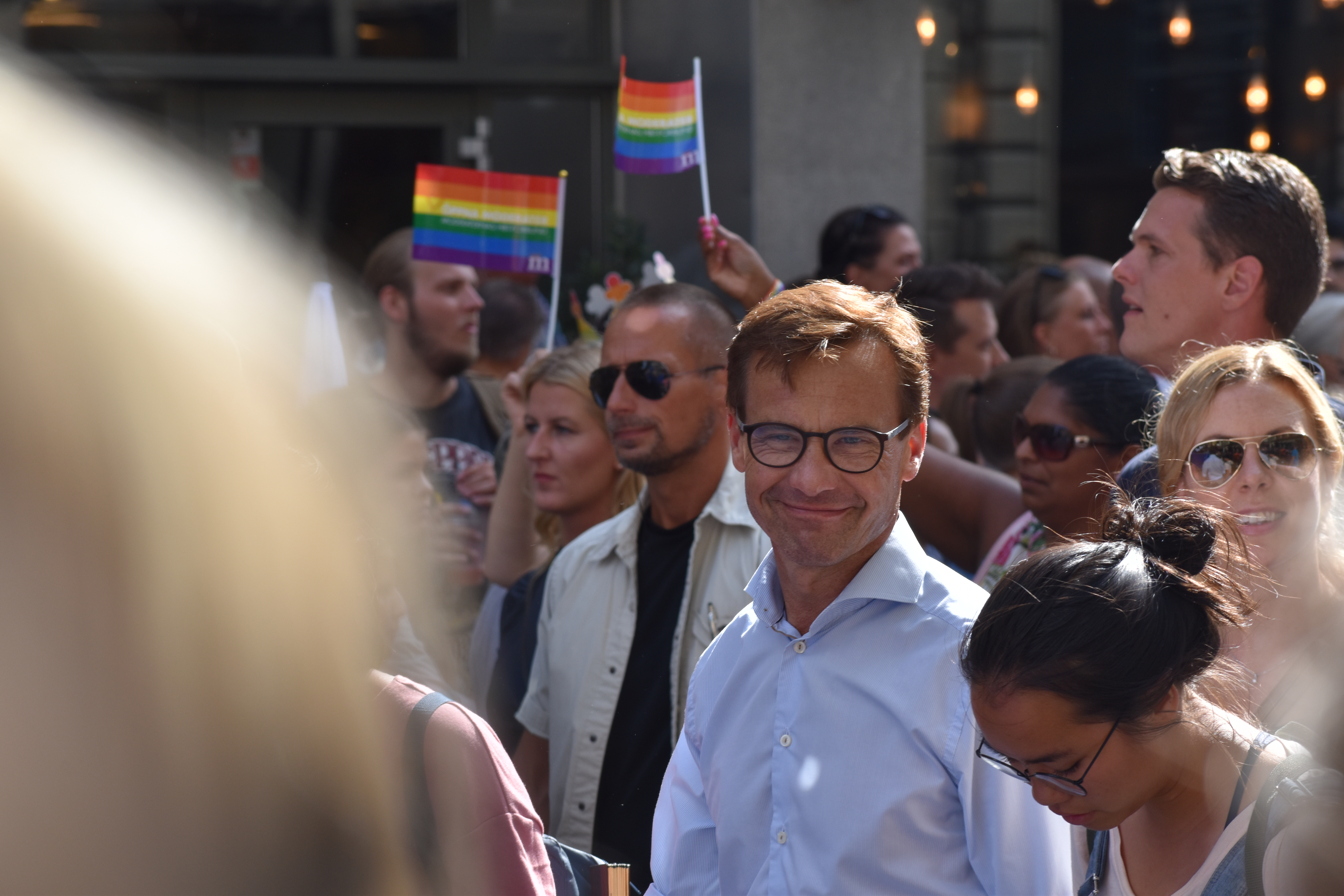
اولف کریسترسون نخست‌وزیر سوئد در رژه افتخار استکهلم ۲۰۱۸

در زمان سلطنت گوستاو واسا در سده ۱۶ نخستین مجلس ملی سوئد متشکل از نمایندگانی از ۴ طبقه اشراف، روحانیون، طبقه متوسط و دهقانان گشایش یافت. طی قرون آتی، قوانین پیچیده‌تری برای ریکسدگ وضع شده و به تدریج تعداد دستگاه‌های اجرائی افزایش یافت. قدرت مجلس ملی به‌طور عمده‌ای تغییر یافته و از زمانی به زمان دیگر نسبت به سلطنت از جایگاه بی‌نهایت سستی برخوردار بوده‌است. این درحالیست که در دورة آزادی طی سده ۱۸، مجلس ملی جایگاه خود را بهبود بخشیده و نظام منسجمی پایه‌ریزی شد. تا پیش از ۱۸۰۹ قدرت سلطنت و مجلس در یکدیگر ادغام بود، تا اینکه پس از سال ۱۸۰۹ دربار و سایر مراجع قدرت، استقلال یافتند. در سال ۱۸۶۵ مجلس دوگانه‌ای جایگزین مجلس قبلی شد.

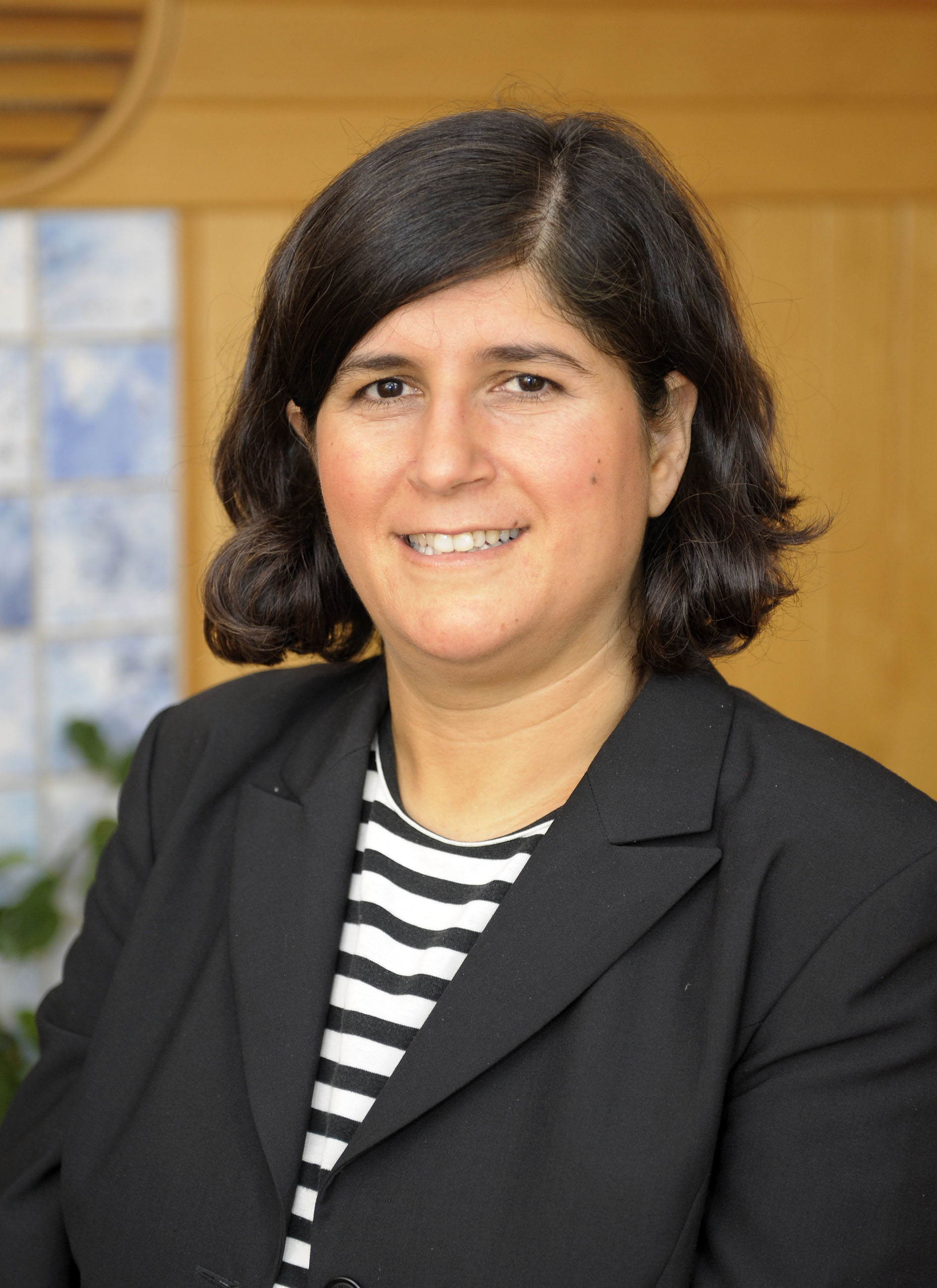
نالین پکگول کردتبار، رئیس سازمان زنان سوسیال دمکرات سوئد

تا سال ۱۹۱۷ نظام دوگانه‌ای برقرار بود، تا این که سازمانی با ۳۵۰ نماینده و کمیته‌های گوناگونی در زمینه‌های گوناگون تأسیس شد. در سال ۱۹۷۴ دولت سوئد به طراحی قانون اساسی جدیدی مبادرت نمود.
پس از گذشت مدت زمان ۲۰ سال دوره نمایندگی به دورة چهار ساله تغییر یافت. کشور سوئد از نظام دموکراتیک انتخابی برخوردار است به این معنا که کلیه احزاب سیاسی با بیش از ۴در صد آراء انتخابات عمومی از کرسی در مجلس برخوردار می‌شوند. شهروندان سوئدی اجازه حضور در انتخابات مجلس را دارند. در حال حاضر تعدادی حزب سیاسی در مجلس ملی سوئد فعالیت دارند. سال ۱۹۲۱ آغاز قطعی دموکراسی در سوئد محسوب می‌شود. سال ۱۹۱۹ پارلمان سوئد در مورد حق شرکت همگانی در انتخابات و آراء یکسان زنان و مردان تصمیم‌گیری کرد. دو سال بعد از این تصمیم نخستین انتخابات پارلمان برگزار شد. در پی انتخابات سال ۱۹۲۱ پنج زن به پارلمان سوئد راه یافتند.
انتخابات پارلمان سوئد چهارسال یکبار برگزار می‌شود. گشایش مجلس در هر پائیز وظیفه پادشاه سوئد است. در این هنگام سال پارلمانی آغاز می‌شود. پادشاه شخص اول کشور سوئد است ولی این مقام در درجه نخست جنبه نمایندگی مملکت و تشریفاتی دارد.

### احزاب سیاسی

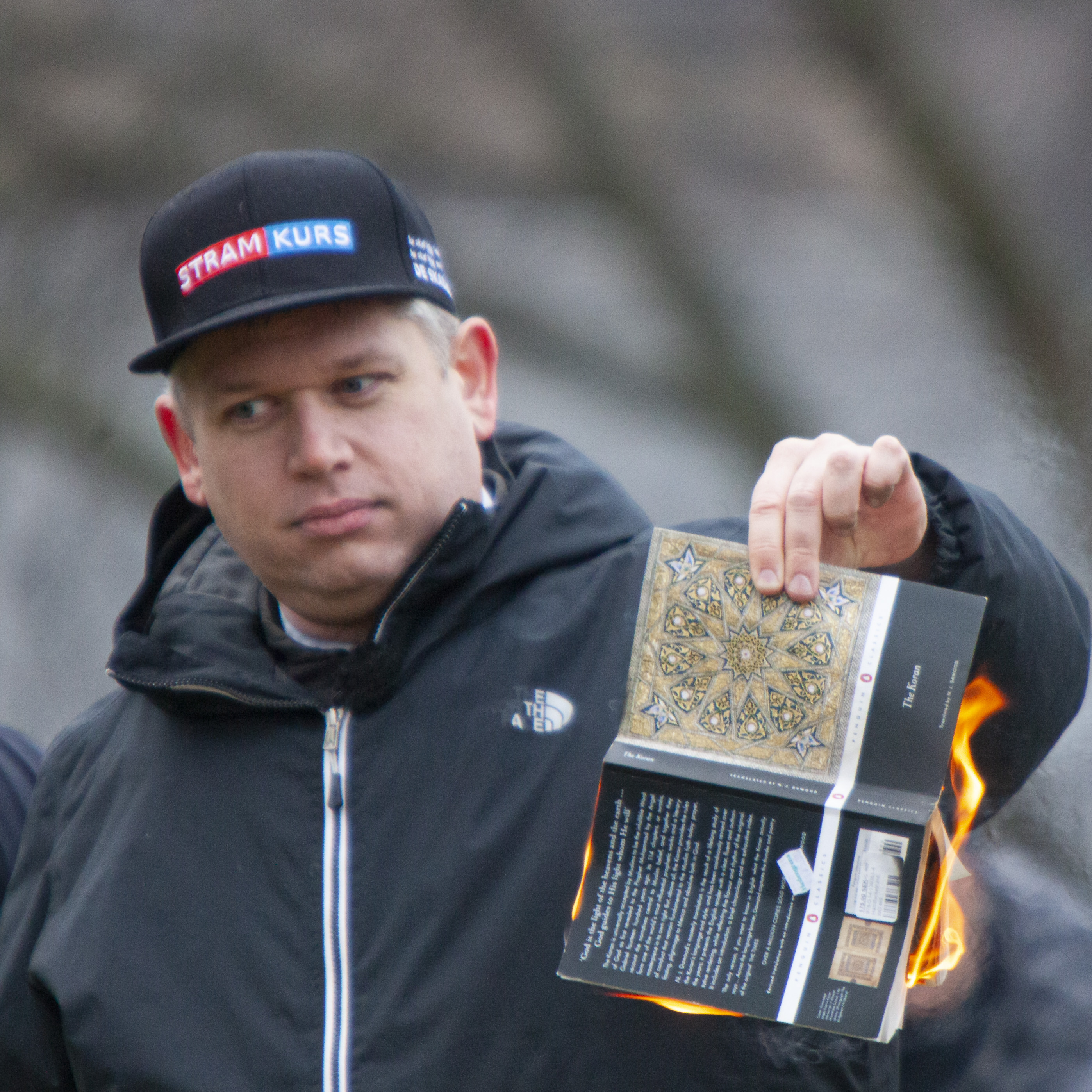
راسموس پالودان، رهبر حزب سیاسی هارد لاین در سال ۲۰۲۳ باعث اعتراضات به هتک حرمت قرآن در سوئد شد.

در سوئد احزاب سیاسی کوچک و بزرگ بسیاری فعال هستند. شاخص‌ترین آن‌ها هشت حزب سیاسی زیر است:
- حزب سوسیال دموکرات Socialdemokraterna
- حزب میانه‌رو یا مدرات Moderaterna
- حزب مرکزی یا سنترال پارتی Centralpartiet
- حزب لیبرال‌ها Liberalerna
- حزب دموکرات مسیحی Kristdemokraterna
- حزب چپ Vänsterpartiet
- حزب سبز Miljöpartiet
- حزب دموکرات‌های سوئد Sverigedemokraterna

## جغرافیا

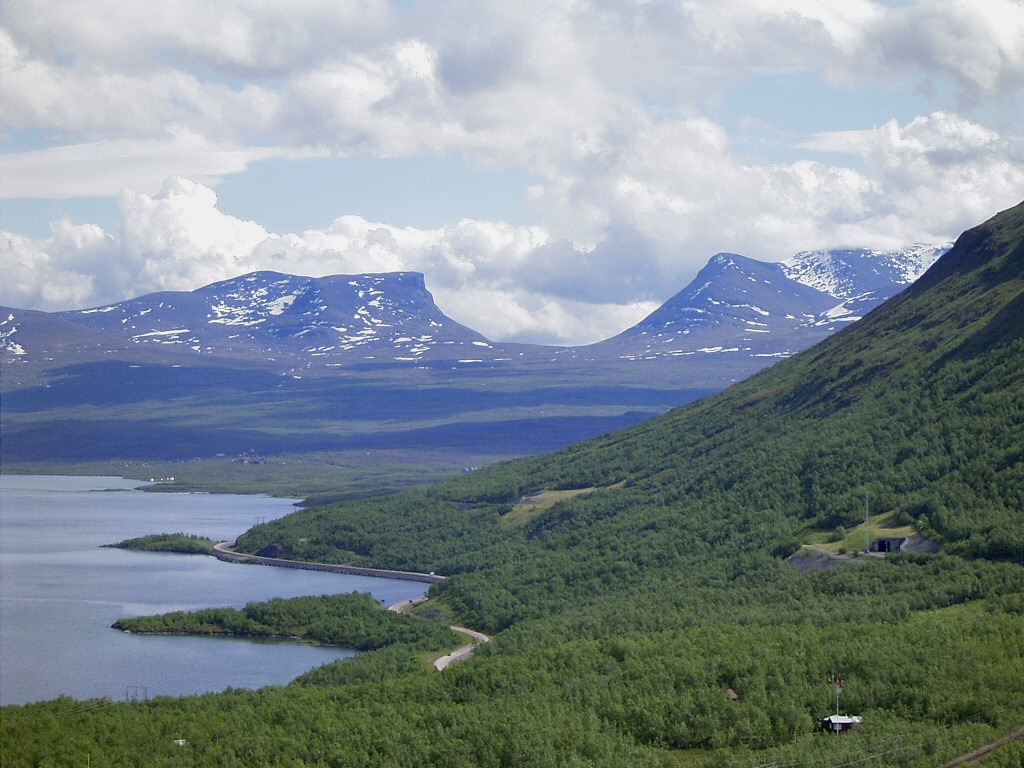
منطقه لاپلاند

سوئد در شمال اروپا و شرق شبه‌جزیره اسکاندیناوی واقع شده‌است. در شرق این کشور دریای بالتیک و خلیج بوتنی قرار دارد و از غرب توسط رشته‌کوه اسکاندیناوی از کشور نروژ جدا می‌شود. طول مرز سوئد و نروژ ۱۶۱۹ کیلومتر است. علاوه بر این، سوئد از سمت شمال شرق با فنلاند مرز زمینی دارد. سوئد با ۷ کشور لهستان، آلمان، لتونی، لیتوانی، استونی، روسیه و دانمارک مرز دریایی دارد. شمال سوئد در مدار شمالگان قرار دارد و در آن خورشید نیمه‌شب قابل مشاهده است. حدود یکصد هزار دریاچه در سوئد وجود دارند که یک دهم مساحت سوئد را در بر می‌گیرند. دوسوم سطح سوئد نیز از جنگل پوشیده شده‌است.
بر اساس سامانه طبقه‌بندی اقلیمی کوپن، نیمه شمالی سوئد به‌صورت اقلیم زیرشمالگانی و نیمه جنوبی آن به‌صورت اقلیم قاره‌ای مرطوب طبقه‌بندی می‌شود. به دلیل اثرگذاری گلف استریم و انتقال گرما از استوا به شمال اروپا، آب‌وهوای سوئد معتدل‌تر از مناطق دیگر با عرض جغرافیایی مشابه است.
میانگین بارندگی سالانه در سراسر سوئد بین ۵۰۰ تا ۸۰۰ میلی‌متر است. میانگین بارش‌ها در جنوب‌غربی سوئد بالاتر از سایر مناطق این کشور و حدود ۱۰۰۰ تا ۱۲۰۰ میلی‌متر است. بالاترین دمای هوای ثبت‌شده در این کشور معادل ۳۸ درجه سانتی‌گراد در سال ۱۹۴۷ و پایین‌ترین دما، ۵۲/۶- سانتی‌گراد و در سال ۱۹۶۶ ثبت شده‌است.

## تقسیمات کشوری

### استان‌های سوئد

سرزمین‌های سوئد

کشور سوئد به ۲۵ سرزمین (به سوئدی: Landskap) تقسیم می‌شود.
- - بلکینگه
- - بوهوسلن
- - دالارنا
- - دالس‌لند
- - گوت‌لند
- - گستریکلاند
- - هاللاند
- - هلسینگلاند
- - هریدالن
- - یمتلاند
- - لاپلاند
- - مدلپاد
- - نوربوتن
- - نرکه
- - اسکونه
- - اسمالند
- - سودرمانلاند
- - اوپلاند
- - ورملاند
- - وستمانلاند
- - وستربوتن
- - وستریوتلاند
- - انگرمانلاند
- - اولاند
- - اوستریوتلاند

### شهرهای بزرگ
شهرهای پرجمعیت سوئد به ترتیب عبارت‌اند از:

## اقتصاد
در گذشته نه چندان دور، تا اواخر سده هجدهم میلادی، سوئد یکی از فقیرترین کشورهای اروپا بود، اما بعدها دوران رشد اقتصادی سوئد آغاز شد. بعد جنگ جهانی دوم این رشد اقتصادی شتاب بیشتری به خود گرفت، درآمد خالص ملی کشور بالا رفت و شکوفایی رشد اقتصادی به وجود آمد. درآمد کشور سوئد مثل دیگر کشورهای نسبتاً کوچک صنعتی، وابسته به صادرات تولیدات صنعتی است که در حال حاضر از رشد بالائی در توازن بین صادرات و واردات برخوردار است. تولید ناخالص داخلی این کشور در سال ۲۰۰۶ میلادی ۱/۱۲۰۰ میلیارد دلار بود و رشدی ۵/۴ درصدی را نسبت به سال پیش از آن نشان می‌داد. نرخ بیکاری این کشور ۶/۵درصد است. آماری از جمعیت زیر خط فقر این کشور در دسترس نیست اما به نظر می‌رسد این آمار نباید چندان بالا باشد. تورم در این کشور نزدیک به صفر درصد است.
۳۵ درصد از محصولات صادراتی این کشور را ماشین‌آلات تشکیل می‌دهد و بقیه شامل وسایل نقلیه موتوری، کاغذ و مشتقات آن، چوب، محصولات آهنی و فولادی و مواد شیمیایی است که به کشورهای آلمان (۸/۹درصد)، آمریکا (۳/۹ درصد)، انگلستان (۱/۷ درصد)، دانمارک(۹/۶ درصد)، فنلاند(۶ درصد)، فرانسه(۹/۴ درصد)، هلند(۷/۴ درصد) و بلژیک(۵/۴درصد) صادر می‌شود.
واحد پول این کشور کرون نام دارد. هر کرون سوئد معادل ۰٫۱۰۵ دلار آمریکاست و هر دلار آمریکا معادل ۹٫۴۵ کرون سوئد است. (آوریل ۲۰۲۲).

## فرهنگ

### زبان
زبان سوئدی از خانوادهٔ زبان‌های هندواروپایی شاخهٔ ژرمنی است و به زبان‌های نروژی و دانمارکی نزدیکی دارد. این سه زبان بسیار به هم نزدیک بوده و اغلب گویشوران آن‌ها می‌توانند هر کدام به زبان خود با هم ارتباط زبانی برقرار کنند. زبان سوئدی، زبان رسمی کشور سوئد است. در برخی نواحی شمالی کشور، به زبان فنلاندی نیز صحبت می‌شود. تعداد ۴ زبان اقلیمی اعم از فنلاندی، تورندال، رومانی (زبان کولی‌ها) و ییدیش (زبان یهودیان) در کشور سوئد صحبت می‌شود. شهروندان سوئدی تا حدود معینی در تعامل با دستگاه‌های دولتی از حق استفاده از این زبان‌ها برخوردار بوده و هم چنین در خصوص مراقبت‌های کودکان و بزرگسالان از حق استفاده از زبان‌های فنلاندی و سامی نیز برخوردار می‌باشند.

### دین

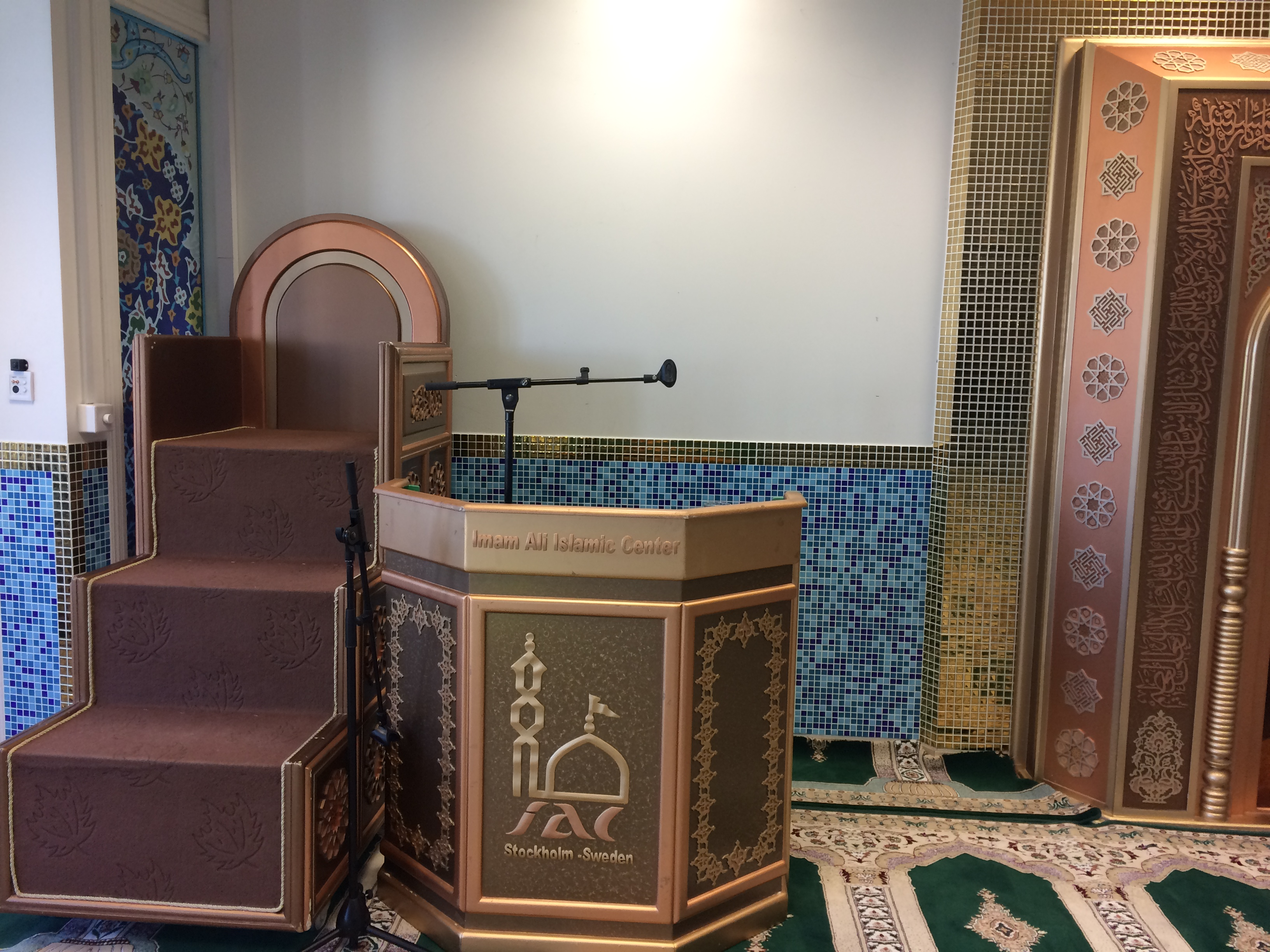
مسجد امام علی در استکهلم سوئد

مسیحیت پروتستان لوتری با عضویت ۶۶ درصد از جمعیت این کشور در کلیسای سوئد
بزرگ‌ترین مذهب در سوئد است. مذاهب مسیحی دیگر موجود در سوئد شامل کاتولیک و ارتدکس شرقی می‌باشند. طبق سندی به نام «آزادی بین‌المللی دینی» از وزارت امور خارجه ایالات متحده آمریکا اسلام در سوئد با دارا بودن ۵ درصد از جمعیت، دومین مذهب بزرگ به حساب می‌آید. بقیه جمعیت یا بی‌دین هستند یا متعلق به ادیان دیگر می‌باشند.
طبق نظرسنجی یوربارومتر در سال ۲۰۱۰
- ۱۸٪ از شهروندان سوئدی پاسخ دادند که «آنها بر این باورند که خدا وجود دارد».
- ۴۵٪ پاسخ دادند که «آنها بر این باورند که نوعی روح یا قدرت حیات وجود دارد».
- ۳۴٪ پاسخ دادند که «آنها باور ندارند که هیچ نوع روح، خدا یا قدرت حیات وجود دارد».

بر پایه مطالعه دموسکوب دربارهٔ اعتقادات سوئدی‌ها در سال ۲۰۱۵
- ۲۱٪ به یک خدا باور داشتند. (در مقایسه با ۳۵٪ در سال ۲۰۰۸)
- ۱۶٪ به ارواح باور داشتند.
- ۱۴٪ به خلقت هوشمندانه باور داشتند.

### تعداد زندانی‌ها

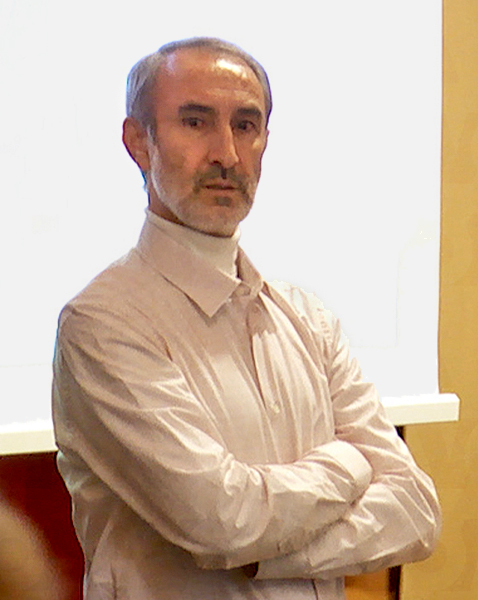
حمید نوری یکی از زندانیان در سوئد

سوئد در ردهٔ صد و هفتاد و دوم کشورهایی که بیشترین تعداد زندانی را دارا هستند، قرار دارد. بر پایهٔ آمار رسمی، تعداد زندانی‌های این کشور در سال ۲۰۰۴ میلادی به ۵٬۷۲۲ نفر رسید. پس از این سال شمار زندانی‌ها رو به کاهش نهاد و سالانه ۱ درصد کاهش داشته‌است. میزان کاهش در میان سال‌های ۲۰۱۱ و ۲۰۱۲ به ۶ درصد رسید، به‌طوری‌که در سال ۲۰۱۲ از جمعیت ۹٫۵ میلیون‌نفری این کشور ۴٬۸۵۲ نفر زندانی بودند. انتظار می‌رود در سال‌های ۲۰۱۳ و ۲۰۱۴ نیز این روند ادامه یابد. کاهش شدید تعداد زندانی‌ها در این کشور باعث شد که در نوامبر ۲۰۱۳ اعلام شود که این کشور قصد دارد ۴ زندان و بازداشتگاه موقت خود را تعطیل کند. با وجود اینکه دلیل قطعی کاهش زندانیان مشخص نشده اما حدس زده می‌شود تأکید بر روند بازپروری زندانیان و کمک به پذیرفته‌شدنشان در جامعه، و نیز اتخاذ مجازات‌های ملایم‌تر برای برخی جرایم از جمله در زمینهٔ مواد مخدر که از سال ۲۰۱۱ در این کشور اجرا شده، در این زمینه مؤثر بوده‌است.

## مهاجرت

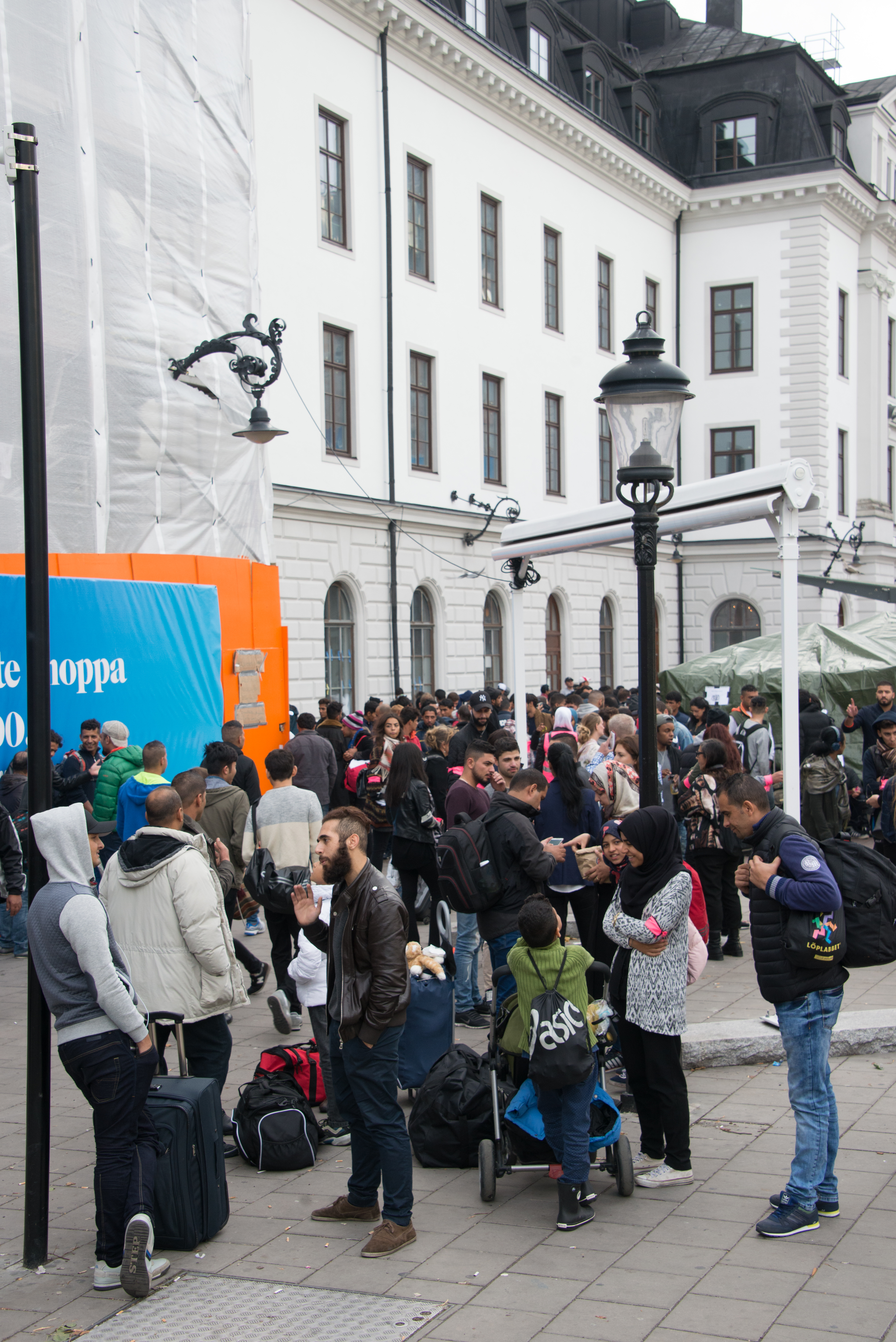
پناهندگان جنگ داخلی سوریه در سوئد (سال ۲۰۱۵)

سوئد به عنوان یکی از مهاجرپذیرترین کشورهای اروپا در طول تاریخ یکی از مقصدهای اصلی مردم کشورهای دیگر برای مهاجرت بوده‌است و همواره یکی از دلایل رشد جمعیت آن بوده‌است، در سال ۲۰۱۱ حدود ۲۷٪ یا دو میلیون نفر از جمعیت سوئد به صورت کامل یا جزئی غیر سوئدی بوده‌اند از این تعداد ۱۴۲۷۲۹۶ نفر که در سوئد زندگی می‌کرده‌اند در خارج از کشور به دنیا آمده‌اند.
در سال ۲۰۱۶ مهاجرت به سوئد به بالاترین سطح خود رسیده و ۱۶۳۰۰۰ نفر به این کشور مهاجرت کرده‌اند.
ده گروه بزرگ افراد متولد خارج در سال ۲۰۱۹ به شرح زیر بوده‌است:
1. سوریه (۱۹۱٬۵۳۰)
2. فنلاند (۱۴۷٬۸۸۳)
3. عراق (۱۴۶٬۰۴۸)
4. لهستان (۹۳٬۷۲۲)
5. ایران (۸۰٬۱۳۶)
6. سومالی (۷۰٬۱۷۳)
7. جمهوری فدرال سوسیالیستی یوگسلاوی سابق (۶۴٬۳۴۹)
8. بوسنی و هرزگوین (۶۰٬۰۱۲)
9. افغانستان (۵۸٬۷۸۰)
10. ترکیه (۵۱٬۶۸۹)